# شهرستان کاستر (داکوتای جنوبی)
شهرستان کاستر، داکوتای جنوبی (به انگلیسی: Custer County, South Dakota) یک سکونتگاه مسکونی در ایالات متحده آمریکا است که در داکوتای جنوبی واقع شده‌است.

## خصوصیات
شهرستان کاستر ۴٬۰۳۸ کیلومترمربع مساحت دارد.